# Страна с высоким уровнем доходов

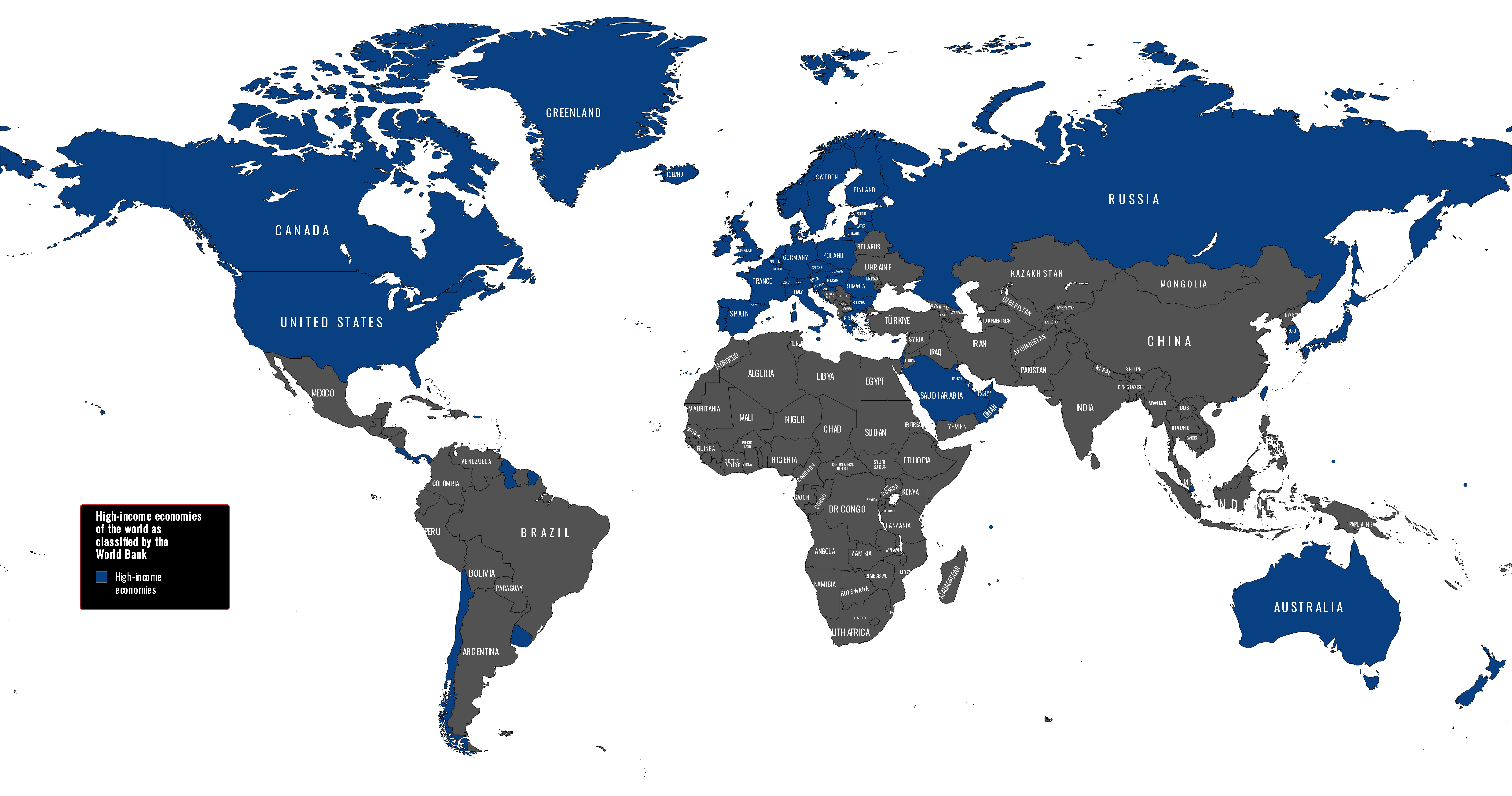
Синим выделены страны с высоким уровнем доходов по версии Всемирного банка по состоянию на 2023 год.

Страны с высоким уровнем доходов (англ. high-income economy) по классификации Всемирного банка — страны, в которой номинальный ВВП на душу населения превосходит 13 935 долларов США (по критериям 2024 года). Валовой доход рассчитывается по методу «Атлас» (англ. Atlas). Страны с высоким уровнем дохода следует отличать от развитых, так как эти классы не совпадают. Термин «развитая страна» применяется в классификациях МВФ и ЦРУ, и в них доход на душу населения не является определяющим критерием. Согласно классификации ООН, некоторые страны — например, государства ССАГПЗ — с высоким доходом по-прежнему являются развивающимися.
Объектом классификации выступают суверенные государства и территории с населением свыше 30 000 человек.

## Список стран с высоким уровнем доходов
По состоянию на 1 июля 2025 года резиденты 87 стран и территорий получают высокие доходы. В скобках указан период соответствия критерию.

| - Австралия (1987-) - Австрия (1987-) - Американское Самоа (1987-89, 2022-) - Андорра (1990-) - Антигуа и Барбуда (2002, 2005-08, 2012-) - Аруба (1987-90, 1994-) - Багамские острова (1987-) - Барбадос (1989, 2000, 2002, 2006-) - Бахрейн (1987-89, 2001-) - Бельгия (1987-) - Бермудские острова (1987-) - Болгария (2023-) - Бруней (1987, 1990-) - Великобритания (1987-) - Венгрия (2007-2011, 2014-) - Виргинские Острова (Великобритания) (2015-) - Виргинские Острова (США) (1987-) - Гайана (2022-) - Германия (1987-) - Нормандские острова (1987-) - Гибралтар (2009-10, 2015-) - Гонконг (1987-) - Гренландия (1987-) - Греция (1996-) - Гуам (1987-89, 1995-) - Дания (1987-) - Израиль (1987-) - Ирландия (1987-) - Исландия (1987-) - Испания (1987-) | - Италия (1987-) - Каймановы острова (1993-) - Канада (1987-) - Катар (1987-) - Коста-Рика (2024-) - Китайская Республика (1987-) - Кувейт (1987-) - Кюрасао (1994-)b - Латвия (2009, 2012-) - Литва (2012-) - Лихтенштейн (1994-) - Люксембург (1987-) - Макао (1994-) - Мальта (1989, 1998, 2000, 2002-) - Монако (1994-) - Науру (2015, 2019-) - Нидерланды (1987-) - Новая Зеландия (1987-) - Новая Каледония (1995-) - Норвегия (1987-) - ОАЭ (1987-) - Оман (2007-) - Остров Мэн (1987-89, 2002-) - Панама (2017-2019, 2021-) - Палау (2016-2020, 2023-) - Польша (2009-) - Португалия (1994-) - Пуэрто-Рико (1989, 2002-) - Республика Кипр (1988-) - Республика Корея (1995-97, 2001-) | - Россия (2012-2014, 2023-) - Румыния (2019, 2021-) - Сан-Марино (1991-93, 2000-) - Саудовская Аравия (1987-89, 2004-) - Северные Марианские Острова (1995-2001, 2007-) - Сейшельские Острова (2014-) - Сен-Мартен (2010-) - Сент-Китс и Невис (2011-) - Сингапур (1987-) - Синт-Мартен (1994-)b - Словакия (2007-) - Словения (1997-) - США (1987-) - Теркс и Кайкос (2009-) - Тринидад и Тобаго (2006-) - Уругвай (2012-) - Фарерские острова (1987-) - Финляндия (1987-) - Франция (1987-) - Французская Полинезия (1990-) - Хорватия (2008-2015, 2017-) - Чехия (2006-) - Чили (2012-) - Швейцария (1987-) - Швеция (1987-) - Эстония (2006-) - Япония (1987-) |  |

### Бывшие страны с высоким уровнем доходов
В скобках указан период соответствия критерию.
- Аргентина (2014, 2017)
- Венесуэла (2014)
- Маврикий (2019)
- Майотта (1990)
- Нидерландские Антильские острова (1994-2009)a
- Экваториальная Гвинея (2007-2014)

a 10 октября 2010 года территория разделена на Кюрасао и Синт-Мартен.

b В 1994-2009 годах — часть Нидерландских Антильских островов.

## Исторические значения критерия
В ценах 1987 года порог был установлен на уровне 6 000 долларов США. Пересмотр критерия осуществлялся с учётом средней инфляции в странах Большой пятёрки: Великобритании, Германии, США, Франции и Японии. С 2001 года валютные зоны Германии и Франции вошли в еврозону. Предполагается, что реальное значение показателя неизменно (разумеется, инфляция в крупных промышленных странах отражает только общемировые шоки, но не идиосинкратические шоки других валютных зон). При классификации показатели стран округляются до десятков, уровень порога — до ближайшего числа, кратного пяти.
Приведённая ниже таблица показывает динамику критерия с 1987 года.
| Отчётный период | ВНД на душу населения (USD) | Дата утверждения критерия |
| --------------- | --------------------------- | ------------------------- |
| 1987            | 6 000                       | 1988-10-02                |
| 1988            | 6 000                       | 1989-09-13                |
| 1989            | 6 000                       | 1990-08-29                |
| 1990            | 7 620                       | 1991-09-11                |
| 1991            | 7 910                       | 1992-08-24                |
| 1992            | 8 355                       | 1993-09-09                |
| 1993            | 8 625                       | 1994-09-02                |
| 1994            | 8 955                       | 1995-06-08                |
| 1995            | 9 385                       | 1996-06-03                |
| 1996            | 9 645                       | 1997-07-01                |
| 1997            | 9 655                       | 1998-07-01                |
| 1998            | 9 360                       | 1999-07-01                |
| 1999            | 9 265                       | 2000-07-01                |
| 2000            | 9 265                       | 2001-07-01                |
| 2001            | 9 205                       | 2002-07-01                |
| 2002            | 9 075                       | 2003-07-01                |
| 2003            | 9 385                       | 2004-07-01                |
| 2004            | 10 065                      | 2005-07-01                |
| 2005            | 10 725                      | 2006-07-01                |
| 2006            | 11 115                      | 2007-07-01                |
| 2007            | 11 455                      | 2008-07-01                |
| 2008            | 11 905                      | 2009-07-01                |
| 2009            | 12 195                      | 2010-07-01                |
| 2010            | 12 275                      | 2011-07-01                |
| 2011            | 12 475                      | 2012-07-01                |
| 2012            | 12 615                      | 2013-07-01                |
| 2013            | 12 745                      | 2014-07-01                |
| 2014            | 12 735                      | 2015-07-01                |
| 2015            | 12 475                      | 2016-07-01                |
| 2016            | 12 236                      | 2017-07-01                |
| 2017            | 12 056                      | 2018-07-01                |
| 2018            | 12 376                      | 2019-07-01                |
| 2019            | 12 536                      | 2020-07-01                |
| 2020            | 12 696                      | 2021-07-01                |
| 2021            | 13 205                      | 2022-07-01                |
| 2022            | 13 845                      | 2023-07-01                |
| 2023            | 14 005                      | 2024-07-01                |
| 2024            | 13 935                      | 2025-07-01                |